# Serica brunnea
Serica brunnea es un coleóptero de la subfamilia Melolonthinae.

## Distribución geográfica
Habita en el paleártico: Europa y oeste y centro de Asia.